# Плезант Гап (Пенсилванија)
Плезант Гап (енгл. Pleasant Gap) насељено је место без административног статуса у америчкој савезној држави Пенсилванија.

## Демографија
По попису из 2010. године број становника је 2.879, што је 1.268 (78,7%) становника више него 2000. године.
| Група             | 2000.         | 2010.         |
| Белци             | 1.584 (98,3%) | 2.737 (95,1%) |
| Афроамериканци    | 4 (0,2%)      | 54 (1,9%)     |
| Азијати           | 4 (0,2%)      | 29 (1,0%)     |
| Хиспаноамериканци | 9 (0,6%)      | 24 (0,8%)     |
| Укупно            | 1.611         | 2.879         |